# Mike McCormack
Mike McCormack (ur. 1965 w Londynie) – irlandzki powieściopisarz i autor opowiadań.
Jego najbardziej znane powieści to Notes from a Coma i Solar Bones. Akcja drugiej książki rozgrywa się w Dzień Zaduszny, jej bohaterem jest mężczyzna,  który powraca po śmierci na Ziemię i wspomina swoje życie. Książka składa się z jednego zdania, choć liczy około 270 stron. W 2016 roku McCormack otrzymał Goldsmiths Prize, zaś w 2018 International DUBLIN Literary Award. W 2017 roku książka znalazła się również na długiej liście kandydatów do The Man Booker Prize for Fiction.